# ماریانو سوارز
ماریانو سوارز (انگلیسی: Mariano Suárez؛ زاده ۸ ژوئن ۱۸۹۷ – درگذشته ۲۳ اکتبر ۱۹۸۰) سیاست‌مدار اهل اکوادور بود. وی از ۲ سپتامبر ۱۹۴۷ تا ۱۶ سپتامبر ۱۹۴۷ رئیس‌جمهور این کشور بود.
ماریانو سوارز در ۲۳ اکتبر ۱۹۸۰، در سن ۸۳ سالگی درگذشت.